# Johann Stephan Pütter

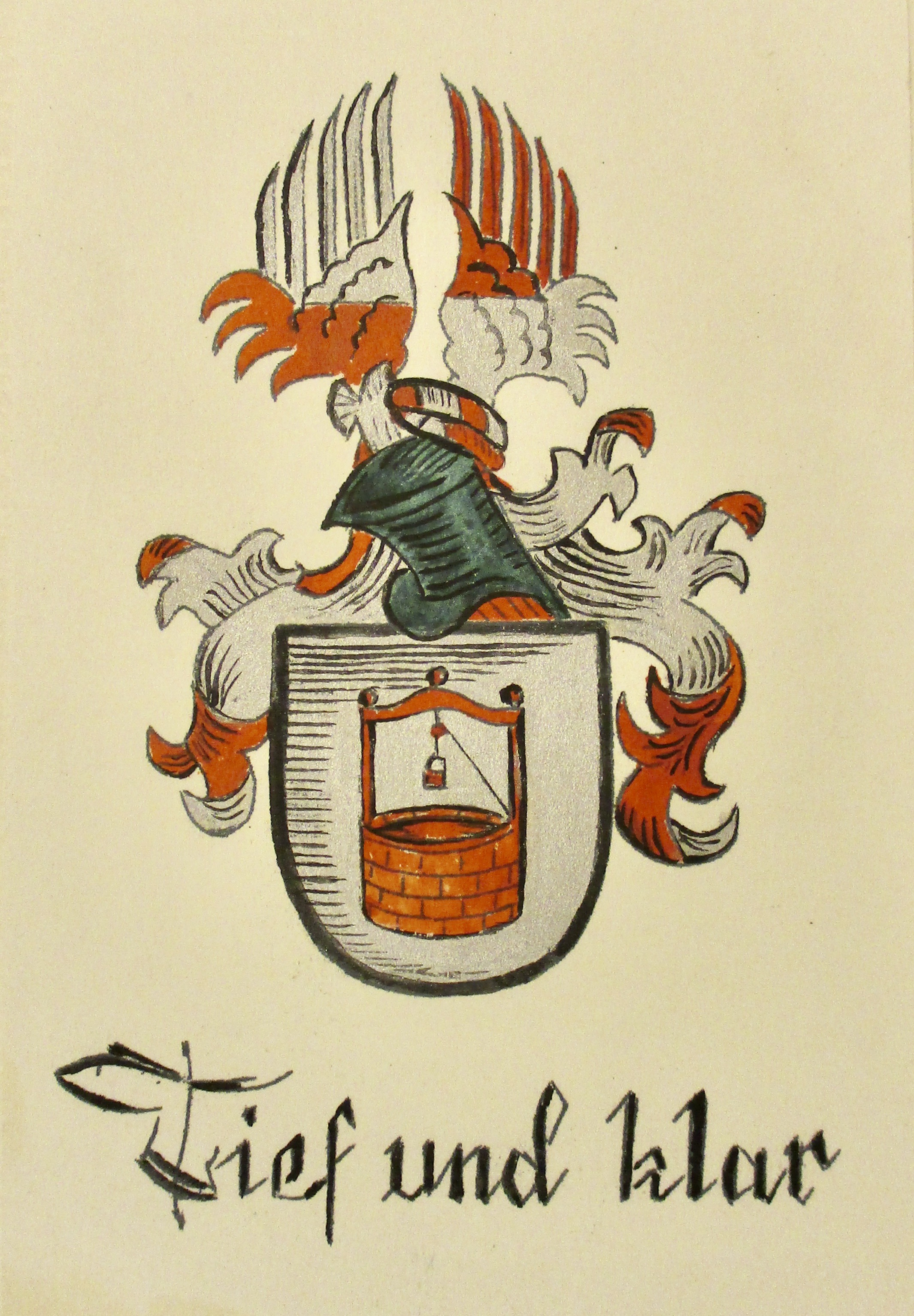
Familjen Pütters släktvapen och valspråk "Djup och klar".

Johann Stephan Pütter, född 25 juni 1725 i Iserlohn, död 12 augusti 1807 i Göttingen, var en tysk jurist.
Pütter blev student 1738, juris licentiat vid Marburgs universitet 1744, 1746 extra ordinarie professor vid Göttingens universitet, 1753 ordinarie professor där och 1794 förste juris professor. Hans omfattande författargärning, till stor del framsprungen ur hans verksamhet dels som universitetslärare, dels som juridisk rådgivare, började på riksprocessens område. 
Av Pütters tidigare skrifter kan nämnas Conspectus rei judiciariæ imperii (1748), det anonyma Patriotische Abbildung des heutigen Zustandes beider höchsten Reichsgerichte (1749), Introductio in rem judiciariam imperii (1752), Nova epitome processus imperii (1757 och senare upplagor), vilka bildar ett betydelsefullt led i utvecklingen av tysk privaträtt, och Elementa juris Germanici privati hodierni (1748 och senare upplagor). Han gjorde även strövtåg in på kyrkorättens och naturrättens områden, Elementa juris naturæ (tillsammans med Gottfried Achenwall, 1750 och senare upplagor) och Neuer Versuch einer Juristischen Encyclopädie und Methodologie (1757, andra upplagan 1767). 
Av Pütters praktiska skrifter kan nämnas Anleitung zur juristischen Praxis (1753 och senare upplagor) med Zugaben (1757 och senare), och Auserlesene Fälle aus allen Theilen der im Teutschland üblichen Rechtsgelehrsamkeit (tre band i 12 delar, 1760–91). Han blev dock mest betydelsefull inom statsrätten och från hela Europa strömmade åhörare till och forskare som Georg Friedrich von Martens, Karl Friedrich Eichhorn och Gustav von Hugo var hans elever; en statsman som Karl August von Hardenberg var enligt Leopold von Rankes utsago en levande dokumentation av Pütters lärosatser. 
I en mängd skrifter behandlade Pütter både statsrättens historia och dogmatik; till den första gruppen hör Grundriss der Staatsveränderungen des Teutschen Reichs (1753 och senare), Vollständiges Handbuch der teutschen Reichshistorie (I–III 1762), Teutsche Reichsgeschichte in ihrem Hauptfaden (1778 och senare), det klassiska Historische Entwickelung der heutigen Staatsverfassung des Teutschen Reichs (I–III, 1786-87), Geist des Westphälischen Friedens (1795), till den andra Elementa juris publici Germanici (1754 och senare omarbetningar), Beiträge zum Teutschen Staats- und Fürsten-Rechte (I–II, 1777–97) och Institutiones juris publici Germanici (1776 och senare). 
Medan Johann Jacob Mosers böcker närmast är materialsamlingar, var Pütter den förste egentlige systematikern. På den privata fursterättens område författade han bland annat Primæ lineæ juris privati principum speciatim Germaniæ (1768 och senare), Unterschied der Stande, besonders des hohen und niederen Adels in Teutschland (1795) och Ueber Missheirathen Teutscher Fürsten und Grafen (1796). 
Som litteraturhistoriker författade Putter till exempel Litteratur des Teutschen Staatsrechts (I–III, 1776–83) och Versuch einer akademischen Gelehrten-Geschichte von der Georg-Augustus-Universität zu Göttingen (I, 1760; II, 1788, fortsatt av Friedrich Saalfeld, III, 1820 och Georg Heinrich Oesterley, IV, 1838)). På det religiösa området författade han bland annat Die christliche Religion in ihrem wahrem Zusammenhange und in ihrer Vortrefflichkeit (1779). År 1798 utgav han sin Selbstbiographie (I–II).